# Derambila delostigma
Derambila delostigma là một loài bướm đêm trong họ Geometridae.